# Йоан Кантакузин (севаст)
Йоан Кантакузин (на гръцки: Ἰωάννης Καντακουζηνός) е византийски аристократ и пълководец от средата на XII век, отличил се във войните на император Мануил I Комнин срещу сърбите, унгарците и печенегите между 1150 г. и 1153 г., в хода на които бил ранен и загубил пръстите на едната си ръка.
За произхода и родословието на Йоан Канатакузин няма никакви сведения. Според една теория обаче той най-вероятно е син на византийския пълководец Кантакузин, отличил се във войните на император Алексий I Комнин срещу куманите в Подунавието и срещу норманите на Танкред в Мала Азия.
През 1155 г. Йоан Кантакузин е изпратен от император Мануил I Комнин в Белград, където успява да осуети плановете на жителите му да предадат града на унгарците. Убит е в битката при Мириокефалон на 17 септември 1176 г., в която ромейските войски били разбити от турците на Килидж-Арслан II.
Името на Йоан Кантакузин е засвидетелствано сред присъстващите на трите църковни синода, свикани от Мануил I Комнин през 1155 г., 1166 г. и 1170 г. В актовете на съборите Йоан се споменава като пансеваст севат и зет на император Мануил Комнин. Негови оловни печати с изображения на свети Димитър Солунски са открити в България.
Йоан Кантакузин е бил женен за Мария Комнина – племенница на император Мануил I Комнин, дъщеря на севастократор Андроник Комнин и съпругата му Ирина. Техен син е Мануил Кантакузин, за когото Йоан Кинам съобщава, че около 1176 г. бил ослепен заради неподчинение спрямо император Мануил I, и който известно време е бил погрешно идентифициран със знаменития византийски пълководец Мануил Кантакузин, който се отличил в кампанията срещу турците при Лаодикея през 1179 г. Йоан Кантакузин и Мария Комнина са посочени недвусмислено и като родители на една дъщеря на име Ирина Комнина, по повод на чиято сватба с представител на Палеолозите е съставен един епиталамий, чието авторство се приписва на Теодор Продром. От съдържанието на произведението се съди, че съпруг на тази тяхна дъщеря е станал великият дука Алексий Палеолог, когото типикът на манастира „Свети Михаил“ в Авксентиевата света гора сочи като дядо по бащина линия на император Михаил VIII Палеолог. Също така този документ споменава, че Ирина Комнина завършила живота си като монахиня с името Евгения.